# Glatbladet tidselkugle
Glatbladet tidselkugle (Echinops ritro) er en grov staude med en stiv, opret vækstform. Blomsterne tiltrækker mange insekter.

## Beskrivelse
Stænglerne er først glatte og runde, men senere bliver de furede. Bladene er spredte og ægformede med spidslappet rand. Hver af lapperne ender i en kort, spids torn. Oversiden er blågrøn, mens undersiden er lysegrå. Blomsterne er samlet i kugleformede kurve. De enkelte blomster er rent blå med fin, violagtig duft. Frøstandene er grå og meget holdbare. Frøene modner godt og spirer (for) villigt.
Roden er kraftig og dybtgående. 
Højde x bredde og årlig tilvækst: 2 x 0,5 m (200 x 5 cm/år). 

## Hjemsted
Glatbladet tidselkugle gror på tør, kalkrig jord i Central- og Østeuropa. 
På Kaliakrahalvøen i Dobrin-provinsen, som ligger ved sortehavskysten i det nordøstlige Bulgarien, findes arten i steppebevoksninger på forvitret kalkklippe sammen med bl.a. alm. agermåne, blærebælg, cikorie,  alm. kællingetand, merian,  parykbusk, bjergmandstro, Coronilla elegans (en art af kronvikke), Galium humifusum (en art af snerre), gul reseda, hampstokrose, hvid stenkløver, håret flitteraks, kristustorn,  mangeblomstret hejre, markkrageklo, Satureja coerulea (en art af sar),  strandmalurt, tornet knopurt, vissetorskemund, ædelkortlæbe og ægte jasmin
| Portal | Portal:Botanik |

## Note
1. ↑  Anonym: Prime Butterfly Areas in Bulgaria (Webside ikke længere tilgængelig) (engelsk)